# David Belasco
David Belasco   (San Francisco, 25 de juliol de 1853 - Nova York, 14 de maig de 1931) va ser un dramaturg i productor teatral estatunidenc. Va ser el primer escriptor que va adaptar per a l'escenari el conte Madame Butterfly. Va llançar la carrera teatral de molts actors, inclosos James O'Neill, Mary Pickford, Lenore Ulric i Barbara Stanwyck. Belasco va ser pioner en moltes noves formes innovadores d'il·luminació escènica i efectes especials per tal de crear realisme i naturalisme.
Va actuar en companyies teatrals itinerants abans de convertir-se en director d'escena el 1880. S'inicià com a productor independent el 1890 i va establir el seu propi teatre el 1906 en el qual va aplicar diversos canvis lluny de la regla en la il·luminació dels escenari i va utilitzar paisatges realistes.
Va lluitar victoriosament en contra de l'acaparador Sindicat Teatral i va col·laborar en nombroses obres com Madama Butterfly de 1900 i La fanciulla del West de 1905, les quals al seu torn van ser fetes òperes pel compositor Giacomo Puccini.